# Нетёсов, Владимир Иванович
Владимир Иванович Нетёсов (род. 7 марта 1970, Воронеж) — российский государственный и политический деятель. Председатель Воронежской областной Думы с 25 сентября 2015 года.

## Биография
В 1988—1989 годах проходил службу в армии.
В 1994 году окончил Воронежскую государственную лесотехническую академию (квалификация — инженер).
В 2005 году получил второе высшее образование в Воронежской государственной технологической академии (квалификация — экономист-менеджер).
Трудовую деятельность начал в 1994 году финансовым директором ООО «Промстройэкспорт», в 1998—2001 годах — директор по развитию АОЗТ «Альд», в 2001—2004 годах — заместитель генерального директора, генеральный директор ГУП «Воронежинвест», в 2004—2005 годах — проректор по инновационной деятельности и программам развития ФГОУ «Воронежский институт повышения квалификации и агробизнеса», в 2005—2007 годах — директор ООО «ВСМ-Лизинг», с 2007 года по 2010 год — директор ГУП ВО «Воронежобллизинг».
В 2005 году на выборах в Воронежскую областную Думу был включен в региональный список партии «Родина» под девятым номером. Всего по этому списку прошло восемь депутатов. В 2009 году бизнесмен Алексей Бажанов, шедший под восьмым номером в избирательном списке «Родины», был назначен на должность заместителя министра сельского хозяйства РФ. Освободившееся место в депутатском корпусе фракции «Справедливая Россия» должен был получить Владимир Нетёсов. В том же 2009 году он впервые стал депутатом Воронежской областной думы (IV созыва) по партийному списку «Родины». Позже[когда?]

, уже став депутатом, Нетёсов вступил в «Единую Россию».
В марте 2010 года избран депутатом Воронежской областной Думы V созыва по одномандатному избирательному округу № 19.
С октября 2010 года по май 2011 года — председатель Комитета Воронежской областной Думы по предпринимательству и туризму.
С мая 2011 года — Заместитель председателя Воронежской областной Думы V созыва.
С июня 2011 года — Секретарь Политсовета Воронежского регионального отделения партии «Единая Россия».
С августа 2011 года — руководитель фракции «Единая Россия» в Воронежской областной Думе.
С мая 2012 года — член Генерального совета партии «Единая Россия».
9 ноября 2012 года — переизбран на должность Секретаря Воронежского регионального отделения ВПП «Единая Россия»
13 сентября 2015 года вновь избран в Воронежскую областную думу. С 25 сентября 2015 года — Председатель Воронежской областной Думы.
С 23 ноября 2019 года — член президиума Генсовета партии «Единая Россия».

## Общественная деятельность
7 февраля 2017 года Владимир Нетёсов был избран председателем Попечительского совета Воронежского областного отделения общероссийского общественного благотворительного фонда «Российский детский фонд».
21 декабря 2017 года председатель Воронежской областной Думы Владимир Нетёсов был избран председателем Попечительского совета Воронежского государственного медицинского университета (ВГМУ).

## Критика
Методы публичного позиционирования Нетёсова подверглись критике в СМИ в апреле 2020 года. Тогда председатель областной думы в рамках партийной акции «Помогиучитьсядома» вручил местной школьнице ноутбук. Сам процесс вручения гаджета освещали несколько местных СМИ. Как утверждали СМИ, Нетёсов подарил ноутбук дочери профессиональной маникюрщицы, работавшей с партийными депутатами. Расходы на освещение этой акции с участием Нетёсова в несколько раз превысили стоимость самого ноутбука. В самой партии утверждали, что подарили гаджет действительно нуждающейся семье и осудили СМИ, «пытающиеся судить» кому вручить ноутбук, а кому нет.

## Награды
- 2008 — почётная грамота администрации Воронежской области[источник не указан 1853 дня]
- 2010 — благодарность Министерства сельского хозяйства Российской Федерации[источник не указан 1853 дня]
- 2012 — благодарность губернатора Воронежской области[источник не указан 1853 дня]
- 2014 — почётный знак правительства Воронежской области «Благодарность от земли Воронежской»[источник не указан 1853 дня]
- 2015 — почётная грамота Совета Федерации Федерального Собрания Российской Федерации[источник не указан 1853 дня]
- 2016 — медаль «Совет Федерации. 20 лет»[15]
- 2019 — почётный знак Совета Федерации Федерального Собрания Российской Федерации «За заслуги в развитии парламентаризма»[16]
- 2019 — медаль «За труды во благо земли Воронежской»[17]
- 2025 — знак отличия «За заслуги перед Воронежской областью»